# Mamour Ndiaye
Pour les articles homonymes, voir Ndiaye.
Mamour Ndiaye, né le 22 octobre 2005 à Dakar, est un footballeur sénégalais qui évolue au poste de gardien de but au Sarpsborg 08 FF.

## Biographie

### Carrière en club
Ndiaye grandit à Dakar, où il est découvert alors qu'il joue à l'Oslo Football Académie. Fin 2023, il est mis à l'essai par le club norvégien de Sarpsborg 08, essai qui se conclura par un transfert définitif lors du mercato hivernal suivant. Il signe alors un contrat jusqu'en 2027, avec son potentiel décrit comme « énorme »,.
Il est choisi pour être le gardien titulaire de Sarpsborg à la veille de la saison d'Eliteserien 2025, et fait ses débuts professionnel le 30 mars face à Molde pour la première journée de championnat.

### En sélections nationales
Convoqué en équipe du Sénégal des moins de 20 ans dès février 2023, Mamour Ndiaye est remplaçant lors de la Coupe d'Afrique des Nations junior remportée par son pays.
Il est ensuite titularisé pour les trois matchs de poule du Sénégal en Coupe du Monde des moins de 20 ans 2023.

## Palmarès
Sénégal -20 ans
- Coupe d'Afrique des nations
  -  Vainqueur en 2023
- Championnat UFOA-A
  - Champion en 2024[7].